# Confluenza Po - Maira
Confluenza Po - Maira este o arie protejată (arie specială de conservare — SAC, sit de importanță comunitară — SCI) din Italia întinsă pe o suprafață de 178 ha, integral pe uscat.

## Localizare
Centrul sitului Confluenza Po - Maira este situat la coordonatele 44°50′17″N 7°38′46″E / 44.838°N 7.646°E.

## Înființare
Situl Confluenza Po - Maira a fost declarat sit de importanță comunitară în septembrie 1995 pentru a proteja 21 de specii de animale. Situl a fost protejat și ca arie specială de conservare în februarie 2017.

## Biodiversitate
Situată în ecoregiunea continentală, aria protejată conține 2 habitate naturale: Râuri de munte și vegetația lor lemnoasă cu Salix elaeagnos, Păduri aluvionare cu Alnus glutinosa și Fraxinus excelsior (Alno-Padion, Alnion incanae, Salicion albae).
La baza desemnării sitului se află mai multe specii protejate:
- păsări (12): fluierar de munte (Actitis hypoleucos), pescăruș albastru (Alcedo atthis), egretă mare (Ardea alba), stârc roșu (Ardea purpurea),  prundaș gulerat mic (Charadrius dubius), egretă mică (Egretta garzetta), șoim călător (Falco peregrinus), vânturel de seară (Falco vespertinus), sfrâncioc roșiatic (Lanius collurio), ciocârlie de pădure (Lullula arborea), vultur pescar (Pandion haliaetus), chiră de baltă (Sterna hirundo)
- amfibieni (1): Rana latastei
- pești (8): Barbus caninus, Barbus plebejus, Cobitis bilineata, zglăvoacă (Cottus gobio), Lethenteron zanandreai, Protochondrostoma genei, Salmo marmoratus, Telestes muticellus

Pe lângă speciile protejate, pe teritoriul sitului au mai fost identificate 3 specii de amfibieni, 2 specii de pești, 3 specii de reptile.